# مجموعة أولبرايت ستونبريدج
مجموعة أولبرايت ستونبريدج بالإنجليزية (Albright Stonebridge Group): المجموعة (ASG) هي شركة الأعمال العالمية الاستراتيجية تتواجد على أرض الواقع عبر قارات العالم الست.
تُقدم الشركة النصح للشركات متعددة الجنسيات والمؤسسات المالية والاتحادات الصناعية، والمنظمات غير الربحية في مجموعة متنوعة من القضايا بما في ذلك العلاقات الحكومية الدولية، دخول السوق وتقييم المخاطر والشؤون التنظيمية وإشراك أصحاب المصلحة، وتطوير شريك، وبرامج قيمة مشتركة.
ويرأس (ASG) وزيرة الخارجية الأمريكية السابقة مادلين أولبرايت ووزيرة التجارة الأمريكية السابقة والرئيس التنفيذي الشركة كلوقز كارلوس جوتيريز.

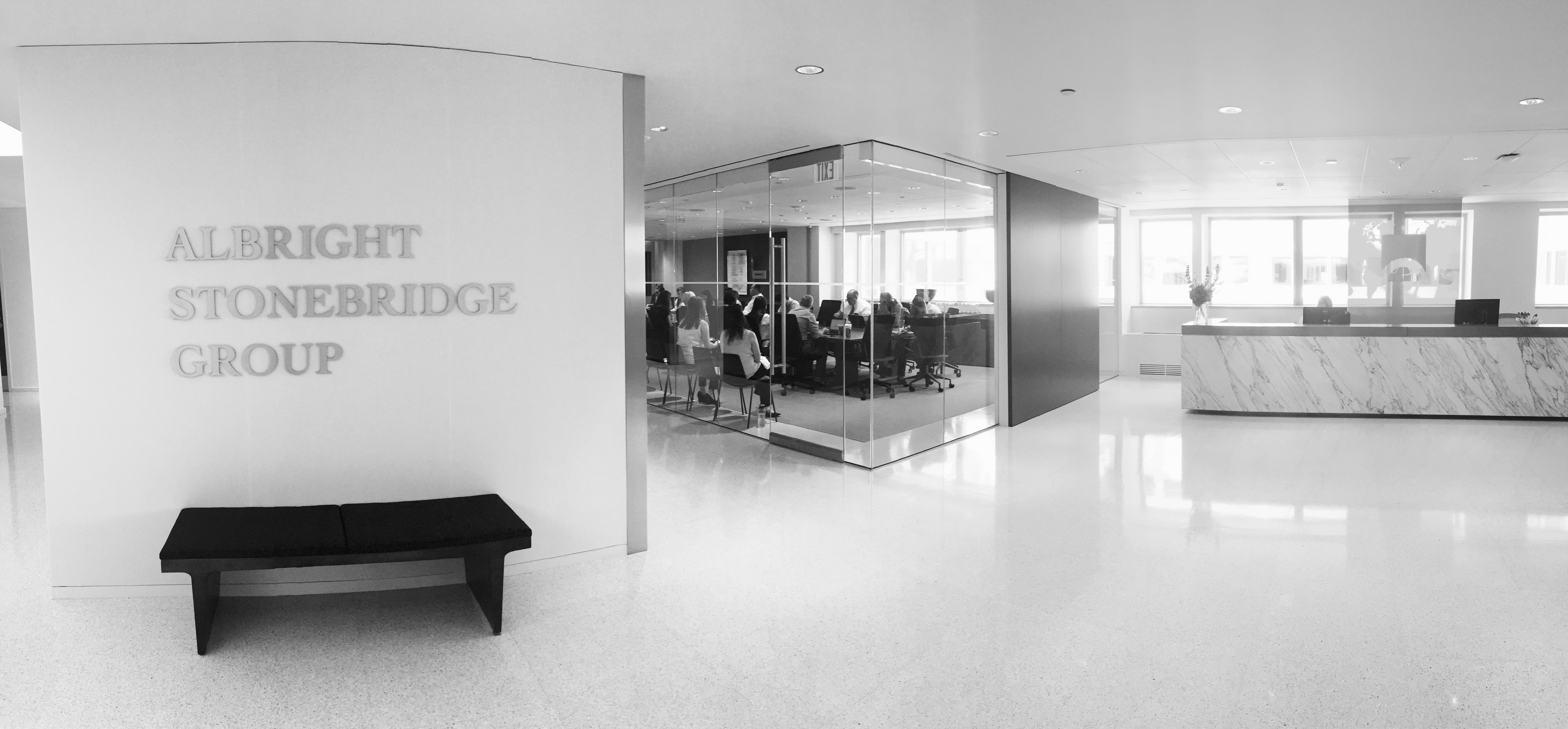
شركة أولبرايت ستونبريدج مجموعة واشنطن العاصمة مكتب اللوبي

نشأت مجموعة أولبرايت ستونبريدج من خلال اندماج شركتا الاستشارات الدولية :مجموعة أولبرايت وستونبريدج الدولية. ويتبع (ASG) شركة أولبرايت كابيتال مانجمنت، وهي شركة استثمار الأسواق الناشئة التي تأسست في عام 2005.